# サンタ・クリスティーナ・ヴァルガルデーナ
サンタ・クリスティーナ・ヴァルガルデーナ（イタリア語: Santa Cristina Valgardena ; ラディン語: S. Crestina-Gherdëina）は、イタリア共和国トレンティーノ＝アルト・アディジェ州ボルツァーノ自治県にある、人口約2,000人の基礎自治体（コムーネ）。

## 名称
州の3つの公用語では、それぞれ以下の名称を持つ。
- イタリア語: Santa Cristina Valgardena
- ドイツ語: St. Christina in Gröden あるいは St. Christina in Groeden
- ラディン語: S. Crestina-Gherdëina　発音：Santa Cristina ( 音声ファイル), Gherdëina ( 音声ファイル)

## 地理

### 位置・広がり
ボルツァーノ自治県南東部、ヴァル・ガルデーナに位置するコムーネ。

#### 隣接コムーネ
隣接するコムーネは以下の通り。括弧内のTNはトレント自治県所属を示す。
- フーネス - 北
- サン・マルティーノ・イン・バディーア - 北東
- セルヴァ・ディ・ヴァル・ガルデーナ - 東
- カンピテッロ・ディ・ファッサ (TN) - 南
- カステルロット - 南西
- オルティゼーイ - 北西

### 地勢
ドロミーティの山岳地帯に属する。ヴァル・ガルデーナの谷筋は西にオルティゼーイ、東にセルヴァ・ディ・ヴァル・ガルデーナに続いている。

## 社会

### 経済・産業
ドロミーティの中に有り、経済は観光が主で、冬の（スキー場における）が最も多いが、夏（7、8月）も多い。

## 住民

### 言語
| 言語集団調査（2011年） | 言語集団調査（2011年） | 言語集団調査（2011年） | 言語集団調査（2011年） | 言語集団調査（2011年） |
| ---------------------- | ---------------------- | ---------------------- | ---------------------- | ---------------------- |
|                        |                        |                        |                        |                        |
| ドイツ語               | ドイツ語               |                        | 4.19%                  | 4.19%                  |
| イタリア語             | イタリア語             |                        | 4.41%                  | 4.41%                  |
| ラディン語             | ラディン語             |                        | 91.40%                 | 91.40%                 |

2011年に行われた、住民がドイツ語・イタリア語・ラディン語のいずれの「言語集団」に属するかの調査によれば（ボルツァーノ自治県#言語集団調査参照）、住民の約91%がラディン語話者である。ラディン語話者が多数を占める「ラディニア」と呼ばれる地域を構成する18コムーネのひとつである。

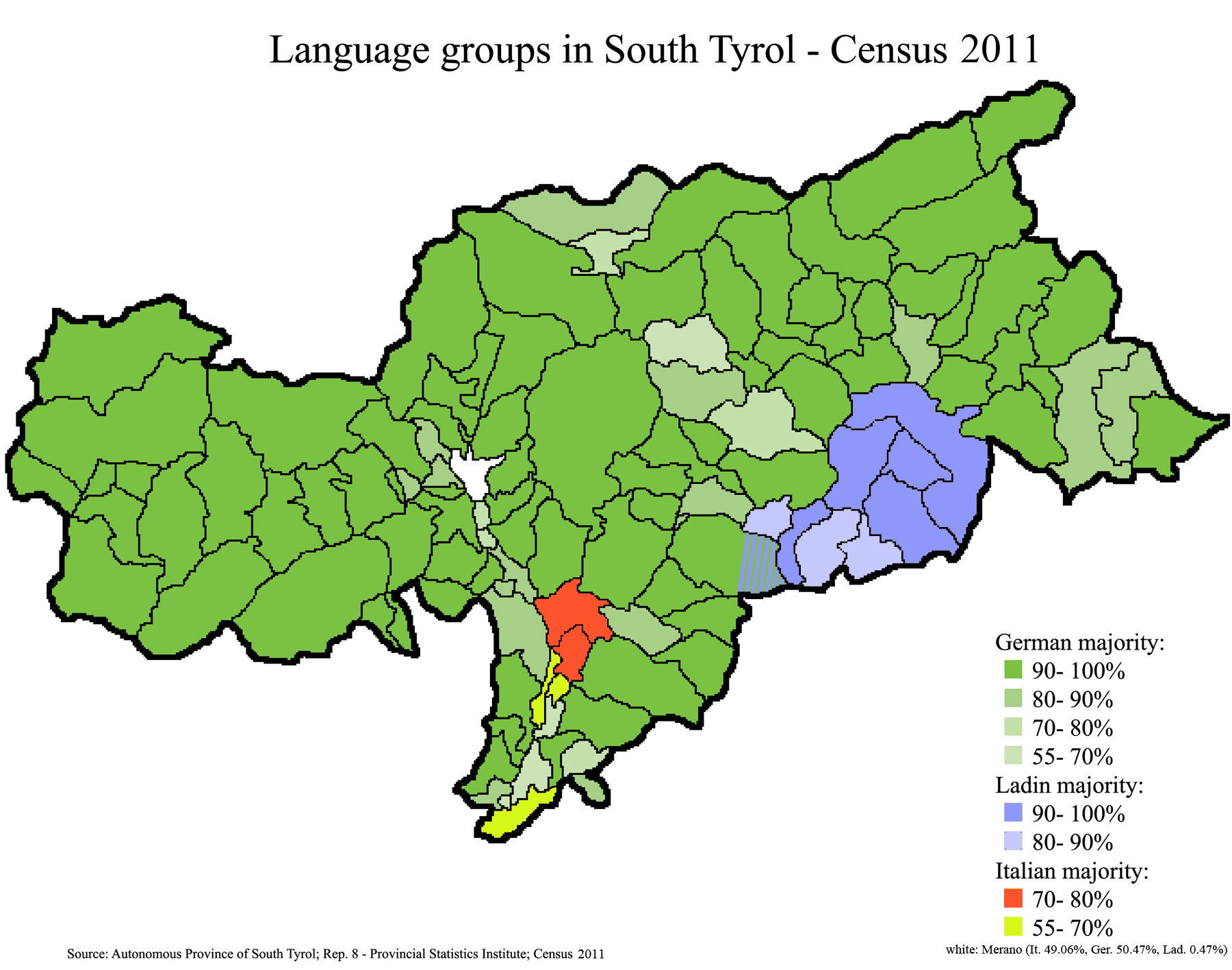
ボルツァーノ自治県の言語状況（2011年）。ラディン語話者が多数を占める地域は青で示されている。

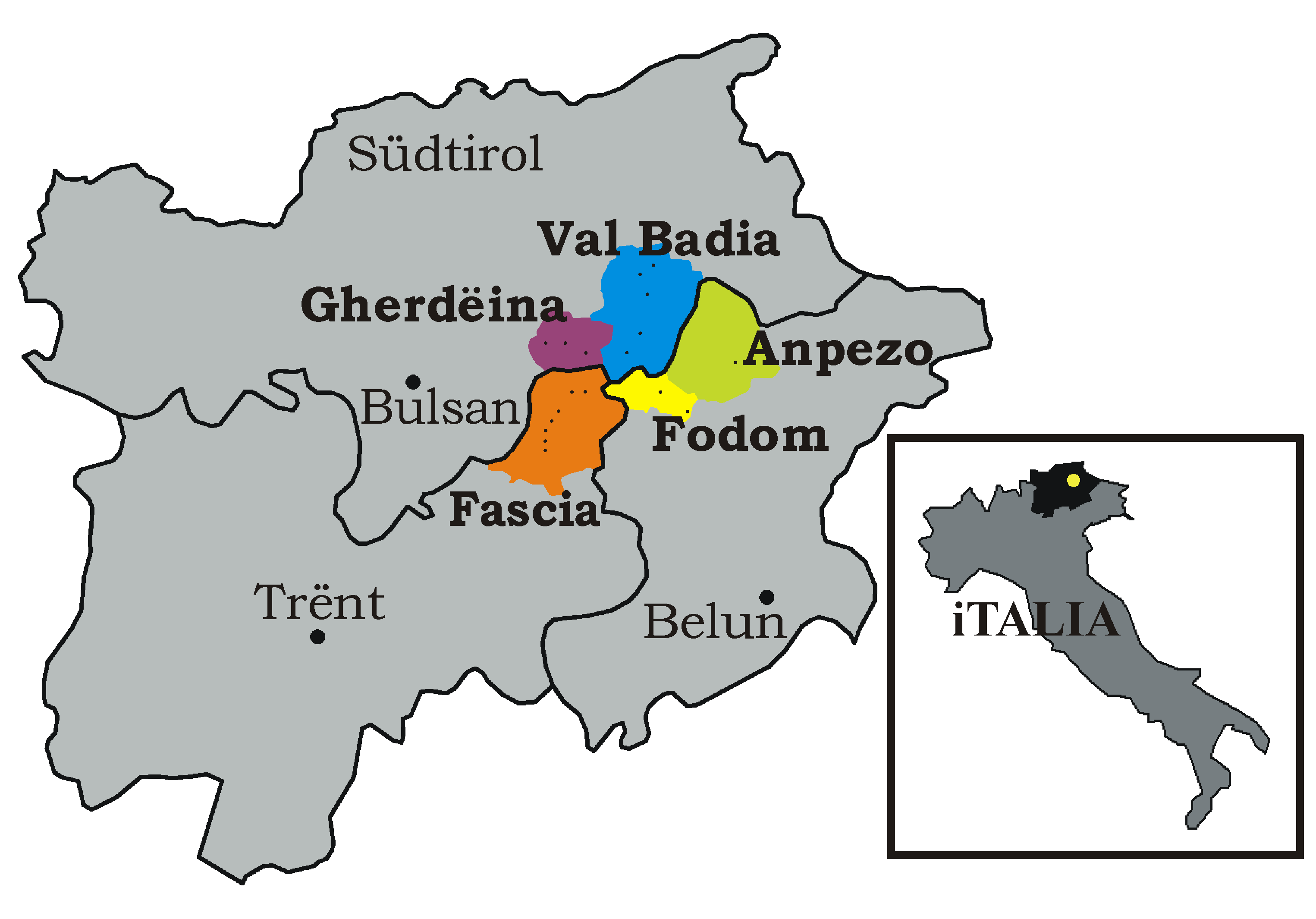
ラディニア